# Đuổi bắt

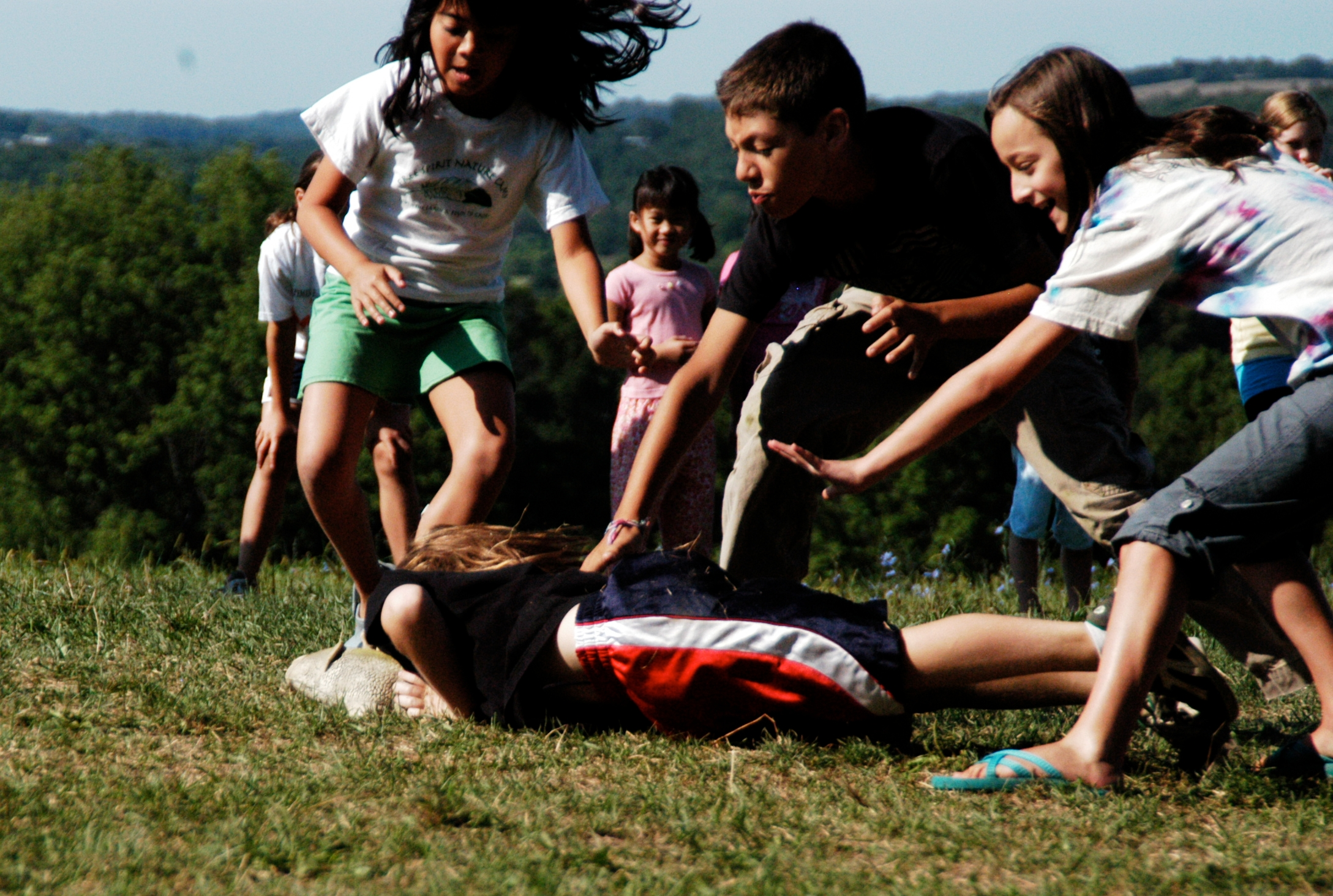
Trẻ em chơi đuổi bắt

Đuổi bắt (tiếng Anh: tag) là một trò chơi từ lâu đời trên thế giới. Một hay nhiều người đuổi những người khác và cố gắng bắt lấy họ bằng cách chạm vào người. Người bị bắt sẽ thua cuộc và phải đổi lại, đi bắt người kia.